# Jesslyn Fax
Jesslyn Fax (Toronto, 4 gennaio 1893 – Hollywood, 16 febbraio 1975) è stata un'attrice canadese.
La si ricorda per aver interpretato  Miss Hearing Aid, la scultrice nel film La finestra sul cortile (1954) di Alfred Hitchcock, dopo varie interpretazioni minori da non accreditata.
Numerose le sue apparizioni in televisione, tra cui nelle serie Lucy ed io, Alfred Hitchcock presenta, Peter Gunn, The Jack Benny Program, Perry Mason.

## Filmografia parziale

### Cinema
- Morti di paura (Scared Stiff), regia di George Marshall (1953), non accreditata
- La finestra sul cortile (Rear Window), regia di Alfred Hitchcock (1954)
- Un bacio e una pistola (Kiss Me Deadly), regia di Robert Aldrich (1955)
- Scandalo al collegio (How to Be Very, Very Popular), regia di Nunnally Johnson (1955)
- Il cerchio della vendetta (Shoot-Out at Medicine Band), regia di Richard L. Bare (1957), non accreditata
- Donne in cerca d'amore (The Best of Everything), regia di Jean Negulesco (1959), non accreditata
- Intrigo internazionale (North by Northwest), regia di Alfred Hitchcock (1959), non accreditata
- Capobanda (The Music Man), regia di Morton DaCosta (1962)
- Paradise Alley, regia di Hugo Haas (1962)
- I 4 del Texas (4 for Texas), regia di Robert Aldrich (1963)
- Letti separati (The Wheeler Dealers), regia di Arthur Hiller (1963), non accreditata
- I 7 magnifici Jerry (The Family Jewels), regia di Jerry Lewis (1965)
- 7 giorni di fifa (The Ghost and Mr. Chicken), regia di Alan Rafkin (1966)
- 3 sul divano (Three on a Couch), regia di Jerry Lewis (1966)

### Televisione
- Westinghouse Desilu Playhouse – serie TV, episodio 1x06 (1958)
- Peter Gunn – serie TV, episodio 2x05 (1959)
- Johnny Staccato – serie TV, episodio 1x17 (1960)
- Pete and Gladys – serie TV, episodio 2x11 (1961)
- Perry Mason – serie TV, episodio 7x18 (1964)
- Selvaggio west (The Wild Wild West) – serie TV, episodio 3x07 (1967)
- Agenzia U.N.C.L.E. (The Girl from U.N.C.L.E.) – serie TV, episodio 1x26 (1967)